# Elisabeth Reil
Elisabeth Reil (* 19. August 1946 in Saal an der Donau) ist eine deutsche römisch-katholische Theologin.

## Leben
Reil studierte römisch-katholische Theologie. Für ihre Arbeit über das Werk „De catechizandis rudibus“ des Augustinus wurde Reil 1989 mit dem Albertus-Magnus-Preis ausgezeichnet. Als Hochschullehrerin für Katholische Theologie war sie an der Universität Koblenz-Landau tätig. Sie ist Mitherausgeberin der Schulunterrichtsreihe „reli konkret“.

## Werke (Auswahl)
- Schulunterrichtsreihe reli konkret
- Aurelius Augustinus, De catechizandis rudibus. Ein religionsdidaktisches Konzept (Studien zur Praktischen Theologie 33), St. Ottilien 1989
- Als Mann und Frau schuf er sie. Theologische Grundlagen und Konsequenzen (gemeinschaftlich mit Klaus Kienzler), Donauwörth: Auer, 1995
- Wahrheit suchen – Wirklichkeit wahrnehmen. Festschrift für Hans Mercker zum 60. Geburtstag (gemeinschaftlich mit Rolf Schieder),  Landauer Universitätsschriften, Landau 2000
- Kirchengeschichte in Geschichten. Ein Lese- und Arbeitsbuch für den Religionsunterricht, Kösel 2012.